# Tetrao urogallus crassirostris
Tetrao urogallus crassirostris es una subespecie del Tetrao urogallus, especie de la familia Tetraonidae en el orden de los Galliformes. Engloba a las anteriores subespecies Tetrao urogallus major y Tetrao urogallus rudolfi.

## Distribución geográfica
Se encuentra desde Polonia y Alemania hasta los Alpes, al oeste de Bielorrusia, y se extiende hasta la península balcánica.